# مقاطعة فرانكلين (بنسلفانيا)
مقاطعة فرانكلين (بالإنجليزية: Franklin County, Pennsylvania)‏ هي إحدى مقاطعات ولاية بنسيلفانيا في الولايات المتحدة. بلغ عدد سكانها 149618 نسمة في عام 2010 حسب إحصاء مكتب تعداد الولايات المتحدة.

## أعلام
- جيمس تومسون
- صموئيل دبليو. كروفورد
- ماثيو لين بروس
- توماس أ. سكوت
- الكسندر تومسون

## وصلات خارجية
- www.co.franklin.pa.us